# Martial industrial

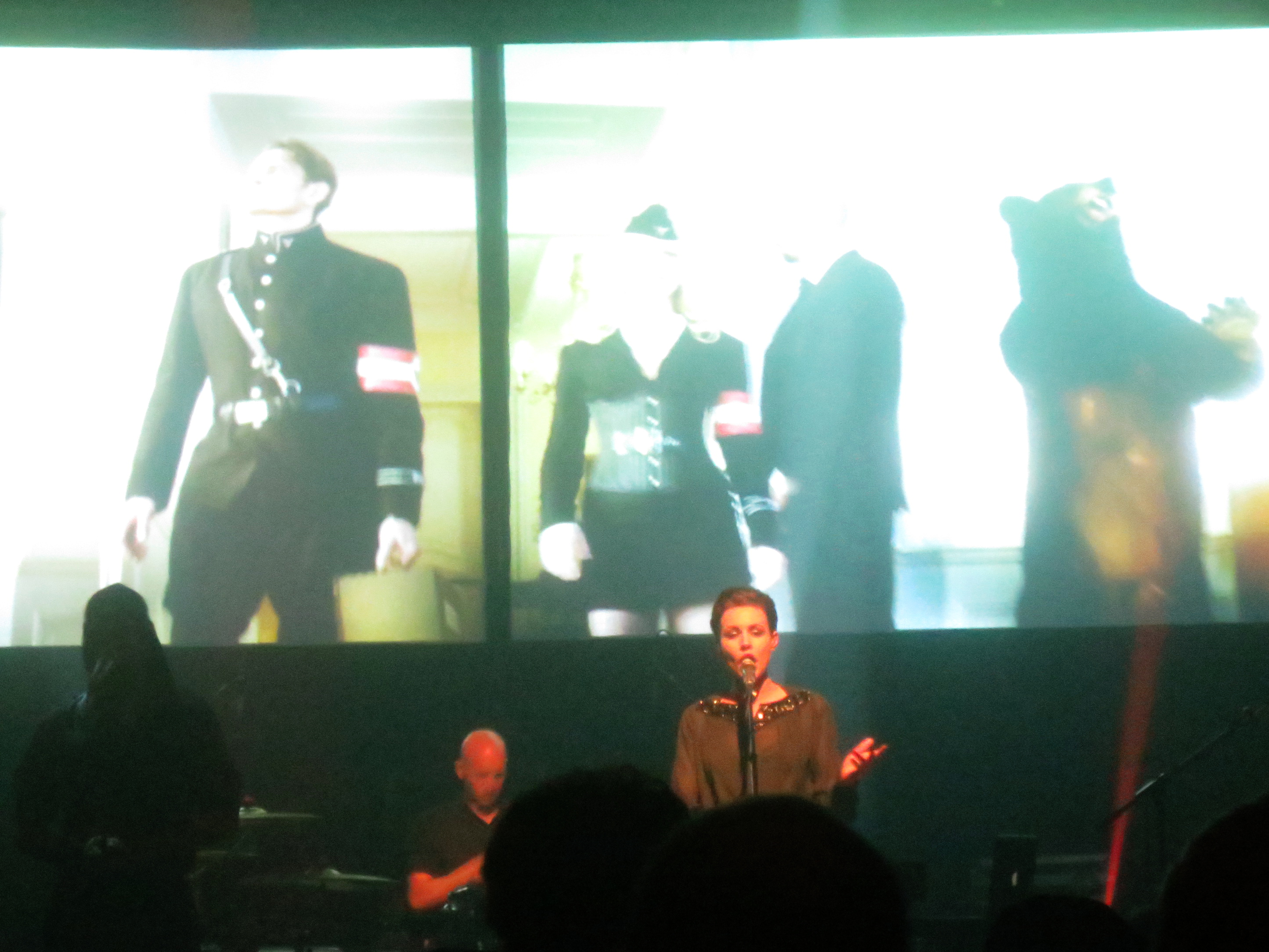
Laibach @ Gramercy Theatre, New York, 05/12/2015

Martial industrial, também conhecido como música marcial, é um gênero musical originário no final do século XX da Europa. Muitas vezes, musicalmente mistura elementos da música clássica, neofolk, neoclássico, e marchas tradicional europeia com elementos de música industrial e dark ambient, bem como a incorporação de marchas militares e discursos históricos.